# Азарьевка
Аза́рьевка  — деревня в составе Мичуринского сельского поселения Чамзинского района Республики Мордовия.

## География
Находится на расстоянии примерно 20 километров по прямой на север-северо-запад от районного центра поселка  Чамзинка.

## История
Известна с 1863 года, когда она была учтена как  владельческая деревня Ардатовского уезда из семи дворов, название по имении владельца Азария Уевлева.

## Население
Постоянное население составляло 7 человек (русские 100%) в 2002 году, 7 в 2010 году .